# Thomas Monro
Thomas Monro (1759 — 1833) foi um médico e pintor britânico, mais conhecido como colecionador de arte e patrono de vários artistas (tais como De Wint, Girtin, Cotman e William Turner).